# Titus Welliver
Titus B. Welliver (sinh ngày 12 tháng 3 năm 1961) là nam diễn viên người Mỹ. Ông được biết đến qua các phim như: Lost, Deadwood, Sons of Anarchy.

## Thời thơ ấu
Welliver sinh ra tại New Haven, Connecticut. Ông là con trai của bà Norma Cripps và ông Neil Welliver.

## Danh sách phim

### Điện ảnh
| Năm  | Tên                    | Vai          | Ghi chú             |
| ---- | ---------------------- | ------------ | ------------------- |
| 1990 | Navy SEALs             |              |                     |
| 1990 | The Lost Capone        | Ralph Capone |                     |
| 1991 | The Doors              |              |                     |
| 1991 | Mobsters               | Al Capone    |                     |
| 1992 | An American Story      | Jack Austin  |                     |
| 1994 | Tick, Tick, Tick       |              |                     |
| 1994 | Zero Tolerance         | Ray Manta    |                     |
| 1994 | Blind Justice          | Sumner       |                     |
| 2008 | The Human Contract     |              |                     |
| 2009 | Other People's Parties |              |                     |
| 2009 | Handsome Harry         | Gebhardt     |                     |
| 2010 | Mafia II               |              | Lồng tiếng trò chơi |
| 2010 | The Town               | Dino Ciampa  |                     |
| 2012 | Man on a Ledge         | Dante Marcus |                     |
| 2012 | Item 47                | Felix Blake  |                     |
| 2014 | Poker Night            | Maxwell      |                     |
| 2016 | Live by Night          | Tim Hickey   |                     |
| 2018 | Escape Plan 2: Hades   | Gregor Faust |                     |